# Jeff Bridges

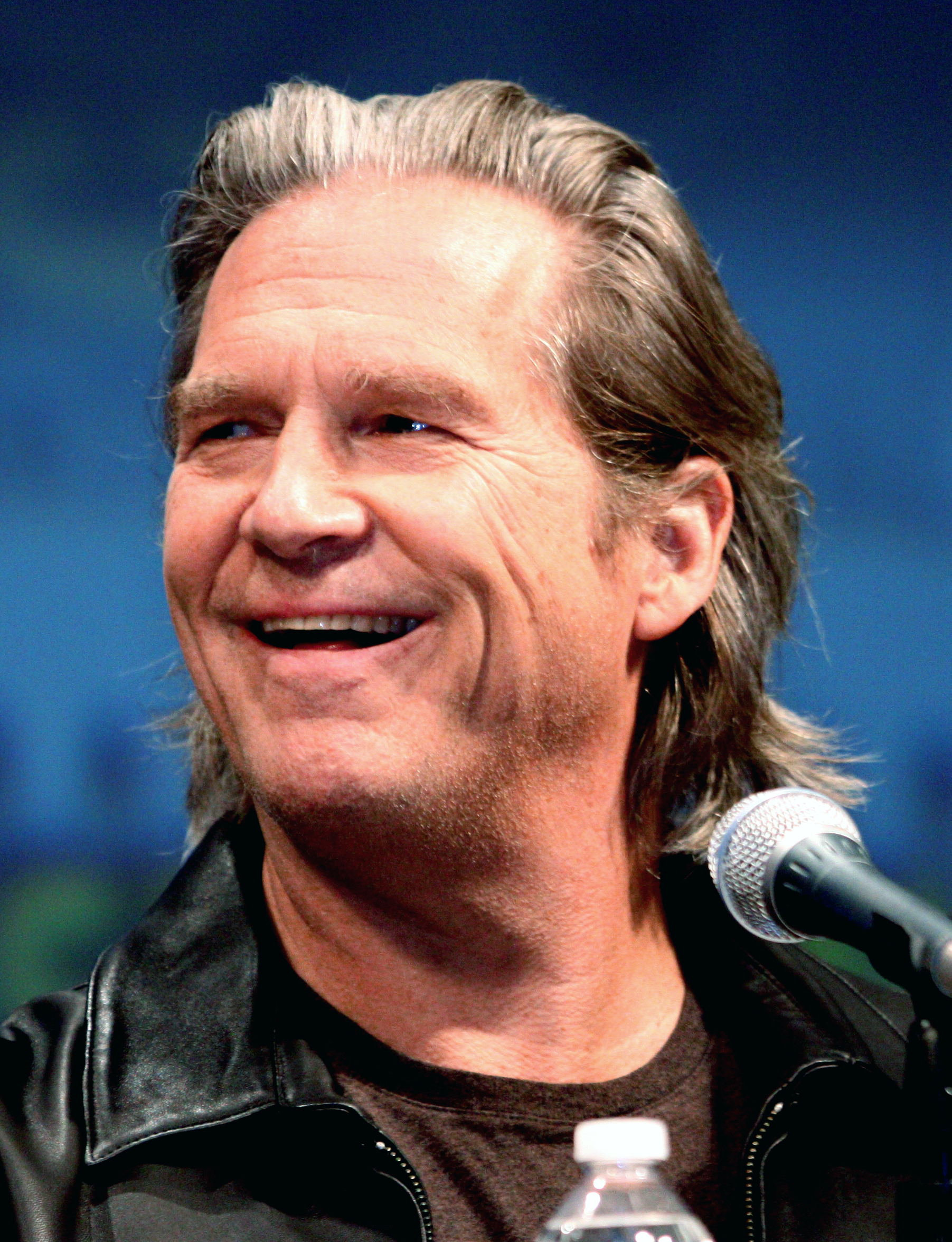
Jeff Bridges op de San Diego Comic-Con International in 2010

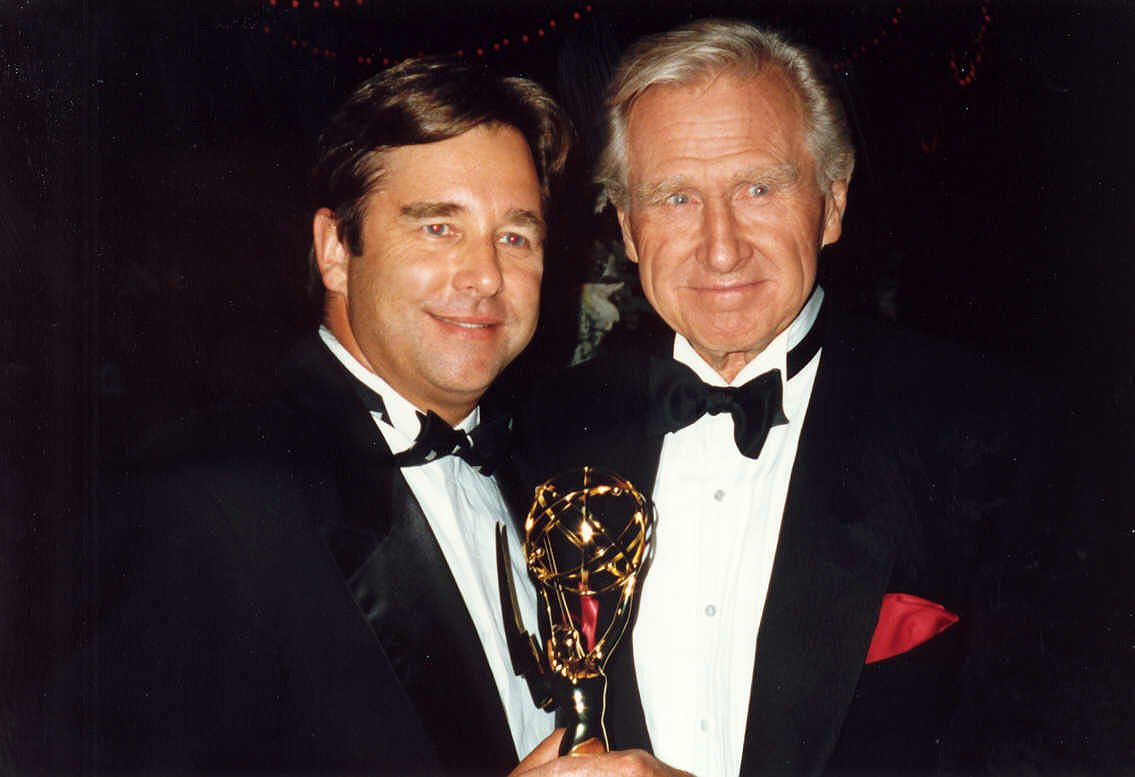
Broer Beau en vader Lloyd Bridges bij de 44e Emmy Awards (1992)

Jeff Bridges (Los Angeles, 4 december 1949) is een Amerikaans filmacteur, filmproducent en countryzanger en -gitarist. Hij werd genomineerd voor een Academy Award in 1972 (voor The Last Picture Show), 1975 (voor Thunderbolt and Lightfoot), 1985 (voor Starman), 2001 (voor The Contender) en 2011 (voor True Grit). In 2010 kreeg hij een Oscar voor zijn hoofdrol in Crazy Heart. Daarnaast werden hem meer dan tien andere acteerprijzen toegekend, waaronder een Golden Globe voor Crazy Heart, een Saturn Award voor Starman en een Career Achievement Award van het National Board of Review of Motion Pictures

## Levensloop
Bridges maakte in 1951 zijn filmdebuut in The Company She Keeps, waarin zijn broer Beau ook speelde. In 1958 was hij vervolgens te zien in de televisieserie Sea Hunt, waarin zijn vader Lloyd Bridges de hoofdrol speelde.
Na te hebben gewerkt bij de kustwacht ontwikkelde hij zich tot filmacteur. In 1971 speelde hij een van de hoofdrollen in The Last Picture Show van Peter Bogdanovich, waarmee zijn naam als acteur was gevestigd. Hij werd dat jaar genomineerd voor de Academy Award voor Beste Mannelijke Bijrol. Twee jaar later werd hij voor dezelfde prijs genomineerd voor zijn rol tegenover Clint Eastwood in Thunderbolt and Lightfoot. Gedurende de jaren zeventig kreeg hij een groot aantal rollen. Hij was onder andere te zien in Hearts of the West (1975).
Na de remake van King Kong uit 1976 volgden ook enkele flops, waarvan Heaven's Gate uit 1980 de beruchtste is. Ook Tron uit 1982 was in eerste instantie een flop. Deze serie flops leverde Bridges een deukje in zijn carrière op. Hij kwam terug met Starman uit 1984. Voor zijn rol als een alien die op aarde landt en een menselijke gedaante aanneemt werd hij genomineerd voor de Oscar voor Beste Acteur.
Datzelfde jaar was hij ook te zien in het eveneens succesvolle film noir-remake Against All Odds. Andere succesvolle films volgden, waaronder het misdaaddrama Jagged Edge (1985) en The Morning After (1986). Zijn rol als autovisionair in Coppola's Tucker: The Man and His Dream (1988) wordt beschouwd als een van zijn beste rollen. In 1989 speelde hij met zijn broer Beau en Michelle Pfeiffer in The Fabulous Baker Boys.
In 1990 speelde hij in Texasville, het matig ontvangen vervolg op zijn grote doorbraakfilm The Last Picture Show. Hij kwam weer terug met The Fisher King van Terry Gilliam, waarin hij een radio-dj speelt die in een depressie zit, maar er weer bovenop wordt geholpen door een zwerver (Robin Williams). Zijn optredens in de films American Heart (1992), die hij eveneens produceerde en Fearless (1993) werden bejubeld.
Ander commercieel succes volgde met de thriller Blown Away (1994) en The Mirror Has Two Faces (1996) met Barbra Streisand. Een van zijn bekendste karakters is "The Dude", de stonede, bowlende hippie uit The Big Lebowski (1998) van Joel en Ethan Coen. In 1999 was hij naast Tim Robbins te zien in de thriller Arlington Road, Albert Brooks' komedie The Muse en in Sympatico.
Voor zijn rol als president van Amerika in The Contender (2000) werd hij opnieuw genomineerd voor een Oscar. K-PAX uit 2001 met Kevin Spacey deed het vrij slecht in de bioscoop, maar Seabiscuit uit 2003 was in de Verenigde Staten een regelrechte hit. In 2004 was hij te zien in The Door in the Floor, gebaseerd op een boek van John Irving.
In 2010 sleepte hij een Oscar en een Golden Globe in de wacht voor zijn rol in Crazy Heart.

### Privé
Bridges kreeg acteren met de paplepel ingegoten. Zowel zijn vader Lloyd Bridges als zijn oudere broer Beau Bridges zijn acteurs met internationaal aanzien. Zijn moeder heette Dorothy Dean Simpson.
Jeff Bridges is sinds 5 juni 1977 getrouwd met Susan Geston, die hij ontmoette op de set van Rancho Deluxe (1975). Ze hebben drie kinderen.
In oktober 2020 maakte hij op Twitter bekend dat hij ernstig ziek is.

## Filmografie (selectie)
- The Last Picture Show (1971) - Duane Jackson
- Bad Company (1972) - Jake Rumsey
- The Last American Hero (1973) - Elroy Jackson Jr.
- Thunderbolt and Lightfoot (1974) - Lightfoot
- Hearts of the West (1975) - Lewis Tater
- Stay Hungry (1976) - Craig Blake
- King Kong (1976) - Jack Prescott
- Winter Kills (1979) - Nick Kegan
- Heaven's Gate (1980) - John L. Bridges
- Tron (1982) - Kevin Flynn / Clu
- The Last Unicorn (1982) - Prince Lir
- Starman (1984) - Starman
- Against All Odds (1984) - Terry Brogan
- Jagged Edge (1985) - Jack Forrester
- The Morning After (1986) - Turner Kendall
- Nadine (1987) - Vernon Hightower
- Tucker: The Man and His Dream (1988) - Preston Tucker
- See You in the Morning (1989) - Larry Livingstone
- The Fabulous Baker Boys (1989) - Jack Baker
- Texasville (1990) - Duane Jackson
- The Fisher King (1991) - Jack
- American Heart (1992) - Jack Kelson
- The Vanishing (1993) - Barney Cousins
- Fearless (1993) - Max Klein
- Blown Away (1994) - James 'Jimmy' Dove / Liam McGivney
- Wild Bill (1995) - James Butler 'Wild Bill' Hickok
- White Squall (1996) - Captain Christopher 'Skipper' Sheldon
- The Mirror Has Two Faces (1996) - Gregory Larkin
- The Big Lebowski (1998) - The Dude
- Arlington Road (1999) - Michael Faraday
- The Muse (1999) - Jack Warrick
- Simpatico (1999) - Lyle Carter
- The Contender (2000) - President Jackson Evans
- Scenes of the Crime (2001) - Jimmy Berg
- K-PAX (2001) - Dr. Mark Powell
- Masked and Anonymous (2003) - Tom Friend
- Seabiscuit (2003) - Charles Howard
- The Door in the Floor (2004) - Ted Cole
- The Moguls (2005) - Andy Sargentee
- Tideland (2005) - Noah
- Stick It (2006) - Burt Vickerman
- Surf's Up (2007) - Big Z / Geek
- Iron Man (2008) - Obadiah Stane / Iron Monger
- How to Lose Friends & Alienate People (2008) - Clayton Harding
- The Open Road (2009) - Kyle
- A Dog Year (2009) - Jon Katz
- The Men Who Stare at Goats (2009) - Bill Django
- Crazy Heart (2009) - Bad Blake
- Tron: Legacy (2010) - Kevin Flynn / Clu
- True Grit (2010) - Rooster Cogburn
- Pablo (2012) - Narrator
- R.I.P.D. (2013) - Roy
- The Giver (2014) - The Giver
- Seventh Son (2014) - Master Gregory
- The Little Prince (2015) - The Aviator
- Hell or High Water (2016) - Marcus
- Kingsman: The Golden Circle (2017) - Head of Statesman
- Only the Brave (2017) - Duane Steinbrink
- Bad Times at the El Royale (2018) - Father Daniel Flynn

## Discografie

### Albums
| Album met hitnotering(en) in de Vlaamse Ultratop 200 albums | Datum van verschijnen | Datum van binnenkomst | Hoogste positie | Aantal weken | Opmerkingen |
| ----------------------------------------------------------- | --------------------- | --------------------- | --------------- | ------------ | ----------- |
| Be here soon                                                | 2000                  | -                     |                 |              |             |
| Jeff Bridges                                                | 12-08-2011            | 03-09-2011            | 72              | 2            |             |

### Singles
| Single met hitnotering(en) in de Vlaamse Ultratop 50 | Datum van verschijnen | Datum van binnenkomst | Hoogste positie | Aantal weken | Opmerkingen |
| ---------------------------------------------------- | --------------------- | --------------------- | --------------- | ------------ | ----------- |
| What a little bit of love can do                     | 25-07-2011            | -                     |                 |              |             |